# Sergio Ferrara
Sergio Ferrara (* 2. Mai 1945 in Rom) ist ein italienischer theoretischer Physiker, der einer der Mitbegründer der Theorie der Supergravitation ist.

## Leben
Ferrara promovierte 1968 an der Universität Rom und arbeitete danach als CNEN und INFN-Forscher am Nationalen Forschungslabor in Frascati, als CNRS Gastwissenschaftler am Labor für Theoretische Physik der École normale supérieure in Paris und am CERN, wo er 1981 Mitglied der Theorieabteilung und ab 1986 Senior Staff Member wurde. 1980 wurde er in Italien Professor für Theoretische Physik und 1985 Professor an der University of California, Los Angeles (UCLA).
Ferrara war 1974 an der Entwicklung supersymmetrischer Yang-Mills-Theorien beteiligt. Außerdem entwickelte 1976 mit Peter van Nieuwenhuizen und Daniel Z. Freedman die Theorie der Supergravitation, wofür er 1993 die Dirac-Medaille (ICTP) des International Centre for Theoretical Physics (ICTP) in Trieste und 2006 mit beiden den Dannie-Heineman-Preis für mathematische Physik erhielt. In den 1990er Jahren beschäftigte er sich u. a. mit Dualitäts-Symmetrien in der Stringtheorie und M-Theorie. 1995 formulierte er mit Renata Kallosh und Andrew Strominger den Attraktor-Mechanismus für extremale schwarze Löcher, der eine Rolle bei der mikroskopischen Interpretation der Hawking-Entropie solcher schwarzer Löcher in der Stringtheorie durch Strominger und Cumrun Vafa spielte.

## Preise und Ehrungen
- 2005 Ehrendoktor der Universität Tor Vergata in Rom
- 2005 Enrico-Fermi-Preis der italienischen Physikalischen Gesellschaft (mit Gabriele Veneziano und Bruno Zumino)
- 2008 Amaldi-Medaille
- 2008 einen ERC Advanced Research Grant für ein Projekt am CERN[1]
- 2010 Commendatore der Verdienstordens der Italienischen Republik[2]
- 2015 Margherita Hack Preis für Wissenschaft des Istituto Nazionale di Astrofisica[3]
- 2015 die 99ste JINR-Ehrenmedaille des Vereinigten Instituts für Kernforschung in Dubna (Russland)
- 2016 Ettore Majorana Medaille der Ettore Majorana Stiftung (zusammen mit Daniel Freedman und Peter van Nieuwenhuizen)
- 2016 Mitglied der Russischen Akademie der Wissenschaften
- 2019 Special Fundamental Physics Prize
- 2020 Pomerantschuk-Preis

## Schriften
- mit Pierre Fayet Supersymmetry, Physics Reports, Bd. 43, 1977, S. 249–334 (früher Übersichtsartikel)
- mit Peter van Nieuwenhuizen, Daniel Z. Freedman Progress towards a theory of supergravity, Physical Review D, Band 13, 1976, S. 3214
- mit Joel Scherk, Bruno Zumino Algebraic properties of extended supergravity theories, Nuclear Physics B, Band 121, 1977, S. 393